# Национальный орден Заслуг (Эквадор)
Национальный орден Заслуг — государственная награда Эквадора.

## История
История Национального ордена Заслуг начинается 8 октября 1921 года, когда Президент Хосе Луис Тамайо учредил Медаль Заслуг для поощрения граждан за заслуги перед государством. 2 декабря 1929 года президентом Исидро Айора был утверждён статут Национального ордена Заслуг.
Инициатива награждения орденом принадлежит Президенту Эквадора, либо он принимает такое решение по совету министерств.

## Степени
Орден имеет шесть классов:
- Орденская цепь
- Кавалер Большого креста — знак ордена на чрезплечной ленте и звезда на левой стороне груди.
- Гранд-офицер – знак ордена на шейной ленте и звезда ордена на груди.
- Командор – знак ордена на шейной ленте
- Офицер – знак ордена на нагрудной ленте
- Кавалер – знак ордена без эмали на нагрудной ленте

| Орденские планки       | Орденские планки        | Орденские планки | Орденские планки | Орденские планки | Орденские планки |
| ---------------------- | ----------------------- | ---------------- | ---------------- | ---------------- | ---------------- |
| Кавалер Орденской цепи | Кавалер Большого креста | Гранд-офицер     | Командор         | Офицер           | Кавалер          |

## Описание

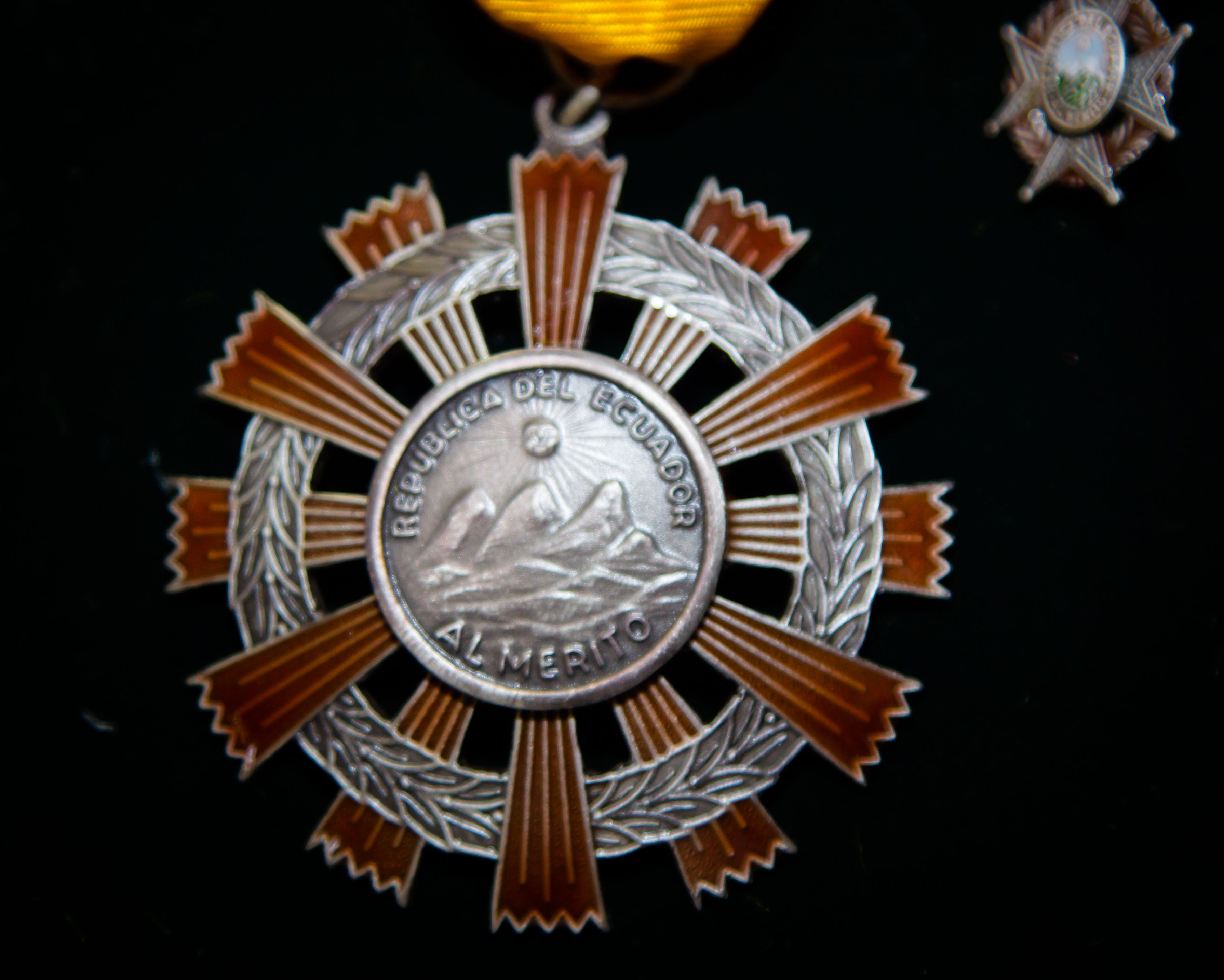
Знак ордена

Знак ордена представляет собой золотой двенадцатиконечный крест красной эмали с зубчатыми концами. В крест вплетён лавровый венок зелёной эмали, проходящий по окружности чередуясь поверх плеч креста или под ними. В центре золотой медальон с выпуклым изображением горной гряды Анд и с сияющим солнцем с ликом над нею. Над солнцем по окружности выпуклая надпись «REPUBLICA DEL ECUADOR», внизу — «AL MERITO».
Знак ордена при помощи переходного звена в виде лаврового венка (без эмали), крепится к орденской ленте.
Звезда ордена представляет собой серебряный мальтийский крест с шариками на концах наложенный на золотой лавровый венок. В центре креста овальный медальон с широкой каймой красной эмали. В медальоне изображение в цветных эмалях горной гряды Анд и с сияющим солнцем с ликом над нею. На кайме вверху надпись «REPUBLICA DEL ECUADOR», внизу — «AL MERITO».
Знак ордена степени орденской цепи представляет собой изображение звезды ордена наложенной на золотое орнаментальное круглое звено, соединенное при помощи колечек в звеньями цепи. Сама цепь, золотая, массивная, состоящая из орнаментальных звеньев.
Лента ордена жёлтого цвета с полосками по краям: синей и красной.